# Barney Dreyfuss
Bernhard Dreyfuss, detto Barney (Friburgo, 23 febbraio 1865 – New York, 5 febbraio 1932), è stato un dirigente sportivo statunitense nella Major League Baseball (MLB). È stato introdotto nella National Baseball Hall of Fame nel 2008.

## Carriera
Dreyfuss possedette la franchigia dei Pittsburgh Pirates dal 1900 sino al giorno della sua morte. Nel 1909 fece costruire uno dei primi moderni stadi da baseball in acciaio e cemento. Durante il suo periodo con la franchigia, i Pirates vinsero sei pennant della National League e le World Series nel 1909 e 1925; solo i New York Giants vinsero più titoli della NL (10) in quell'arco di tempo.
Dreyfuss è anche accreditato per essere il creatore delle moderne World Series. Nel 1903, Dreyfuss riuscì a giungere a un "trattato di pace" tra la National League e la recentemente istituita American League. Fu creato un'unica regolamentazione, stabili accordi comuni per le minor league, un calendario cooperativo e diritti per i giocatori di ciascuna lega. Per monetizzare l'accordo tra le due leghe, Dreyfuss e il proprietario dei Boston Pilgrims (oggi Boston Red Sox) Henry Killilea crearono le prime moderne World Series. Anche se i suoi Pirates avrebbero perso contro i Pilgrims 5 gare a 3, la serie si rivelò un successo. Dreyfuss si seguito cementò la sua reputazione aggiungendo i guadagni al botteghino ai premi dei giocatori.

## Palmarès

### Club
- World Series: 2

Pittsburgh Pirates: 1909, 1925